# Юзан
Юза́н (фр. Uzan) — коммуна во Франции, находится в регионе Аквитания. Департамент — Атлантические Пиренеи. Входит в состав кантона Арти-э-Пеи-де-Субестр. Округ коммуны — По.
Код INSEE коммуны — 64548.

## География

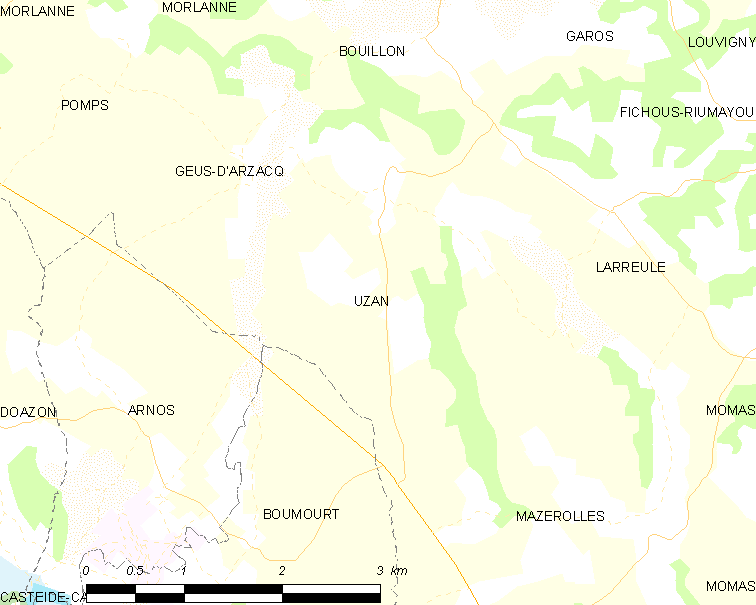
Карта коммуны

Коммуна расположена приблизительно в 640 км к югу от Парижа, в 155 км южнее Бордо, в 23 км к северо-западу от По.
На северо-востоке коммуны протекает река Люи-де-Беарн.

### Климат
Климат тёплый океанический. Зима мягкая, средняя температура января — от +5°С до +13°С, температуры ниже −10 °C бывают редко. Снег выпадает около 15 дней в году с ноября по апрель. Максимальная температура летом порядка 20-30 °C, выше 35 °C бывает очень редко. Количество осадков высокое, порядка 1100 мм в год. Характерна безветренная погода, сильные ветры очень редки.

## Население
Население коммуны на 2010 год составляло 151 человек.
| 1962 | 1968 | 1975 | 1982 | 1990 | 1999 | 2010 |
| ---- | ---- | ---- | ---- | ---- | ---- | ---- |
| 171  | 166  | 146  | 164  | 156  | 153  | 151  |

## Администрация
| Период | Период | Фамилия            | Партия | Примечания |
| ------ | ------ | ------------------ | ------ | ---------- |
| 1995   | 2008   | Мари-Кристин Лаонд |        |            |
| 2008   | 2014   | Жильбер Перарно    |        |            |
| 2014   | 2020   | Кристин Морлан     |        |            |

## Экономика
В 2010 году среди 93 человек трудоспособного возраста (15-64 лет) 80 были экономически активными, 13 — неактивными (показатель активности — 86,0 %, в 1999 году было 68,5 %). Из 80 активных жителей работали 79 человек (42 мужчины и 37 женщин), безработным был 1 мужчина. Среди 13 неактивных 5 человек были учениками или студентами, 5 — пенсионерами, 3 были неактивными по другим причинам.

## Достопримечательности
- Церковь Св. Квитерия (XII век)[4]
- Бастида (X век)[5]

## Фотогалерея

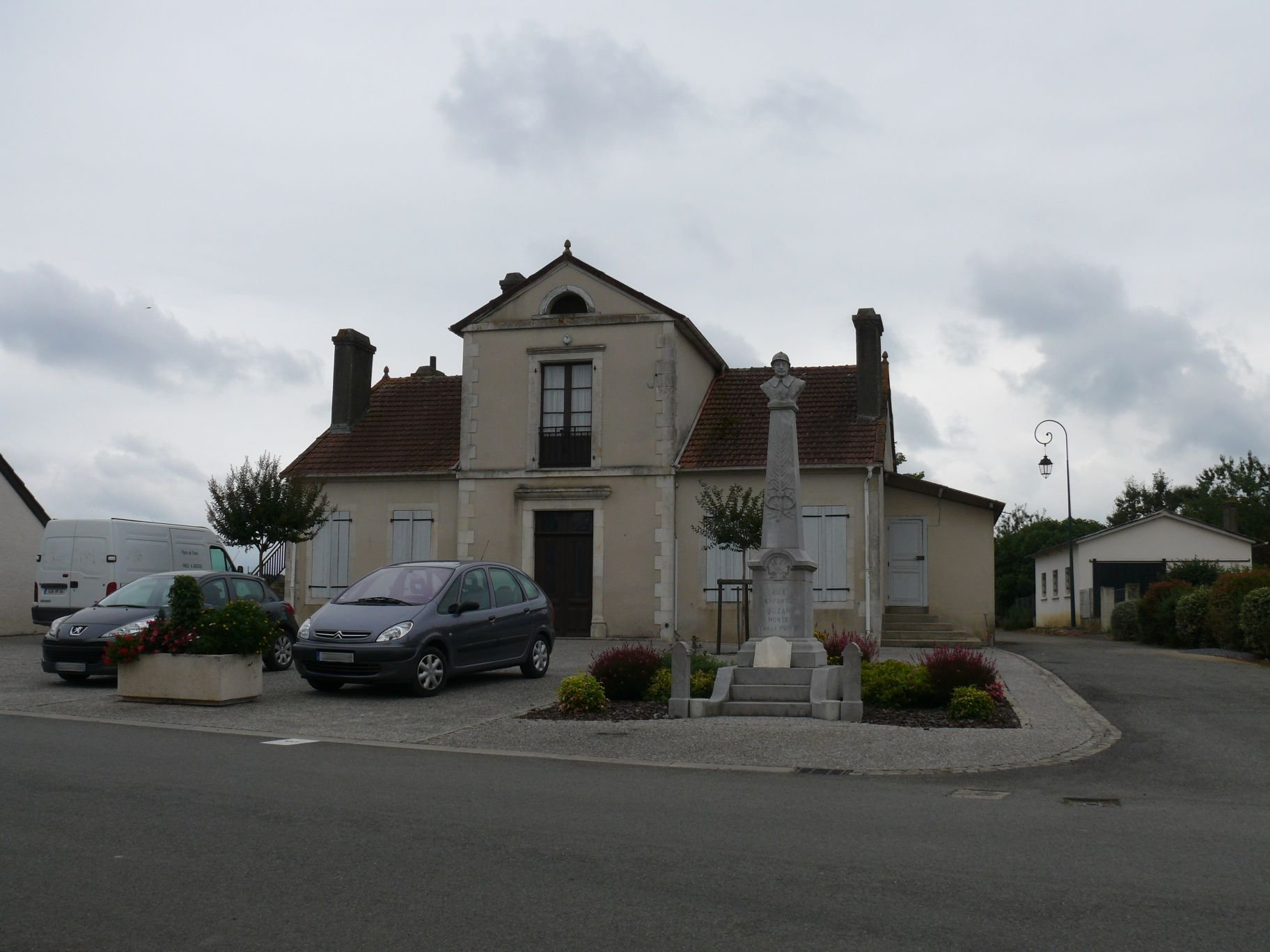
Мэрия
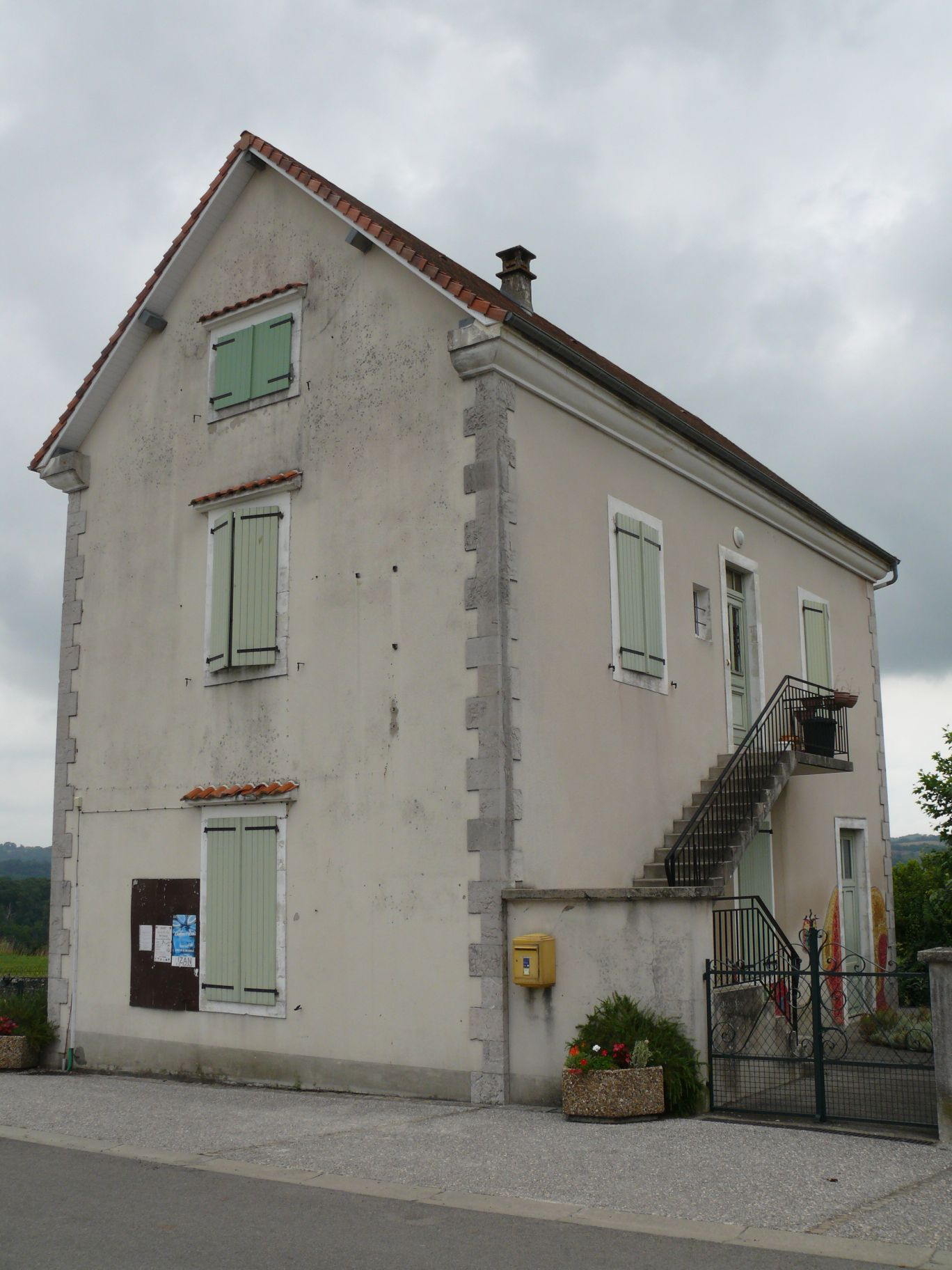
Школа
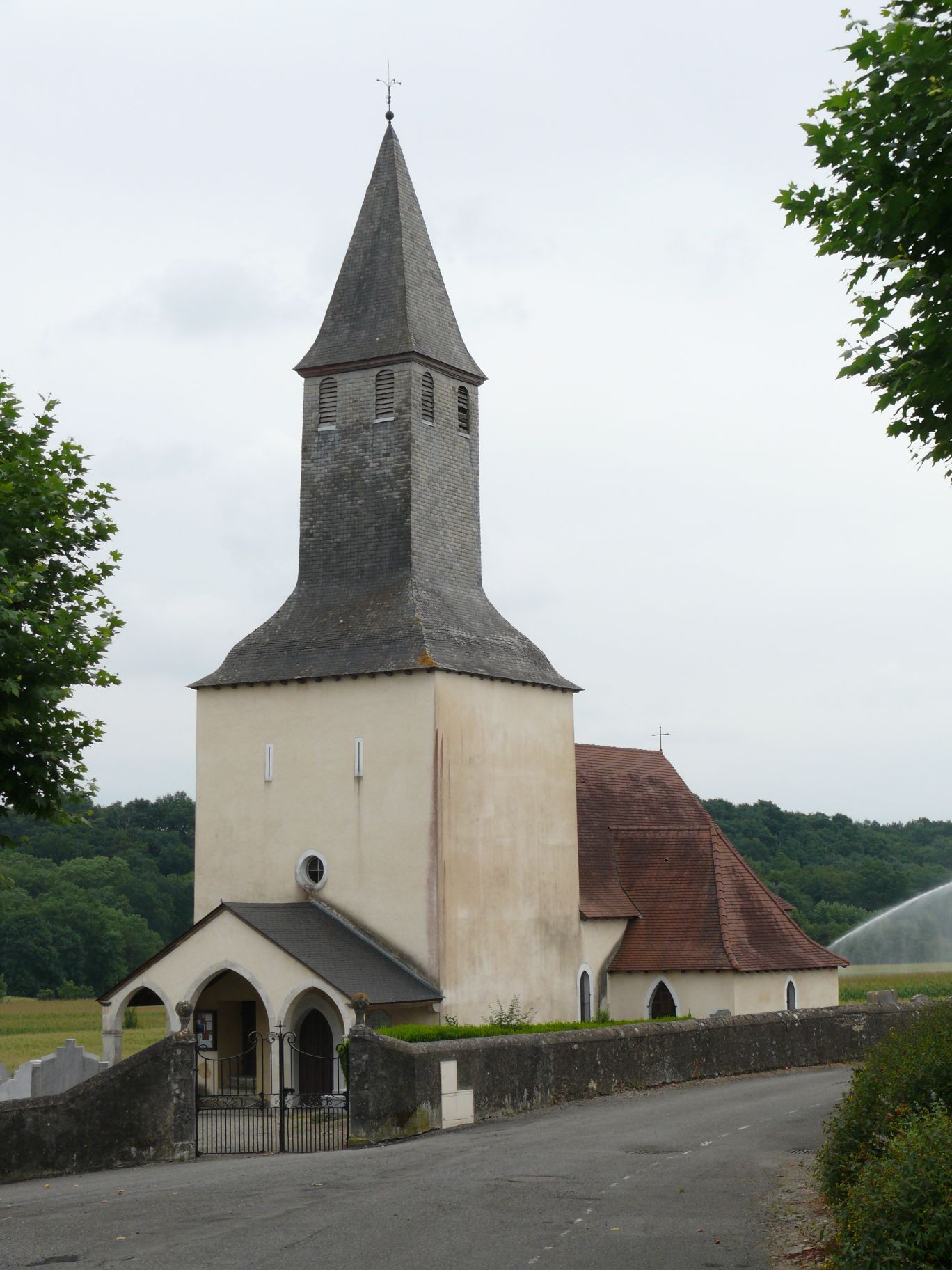
Церковь Св. Квитерия
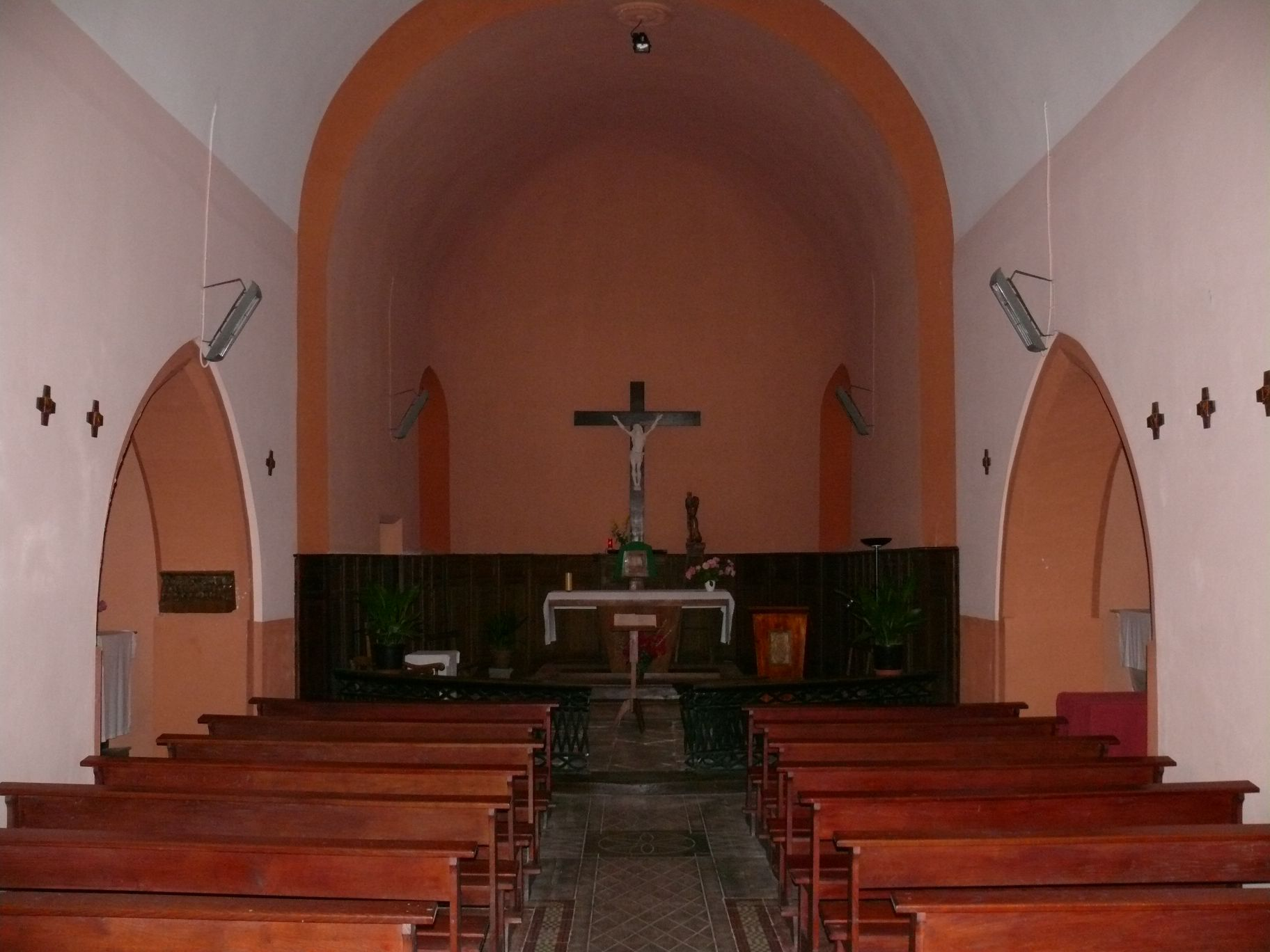
Интерьер церкви Св. Квитерия
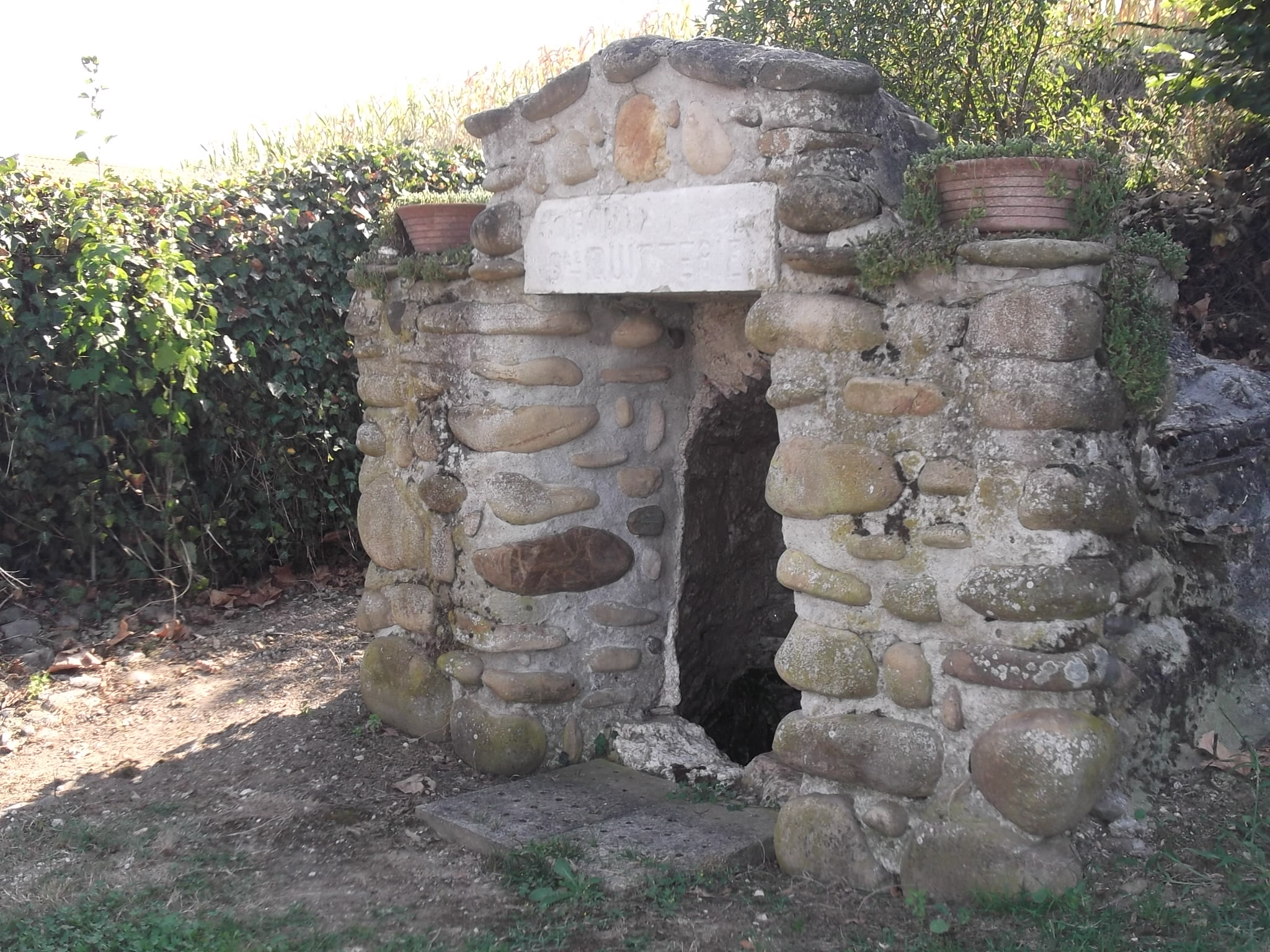
Фонтан
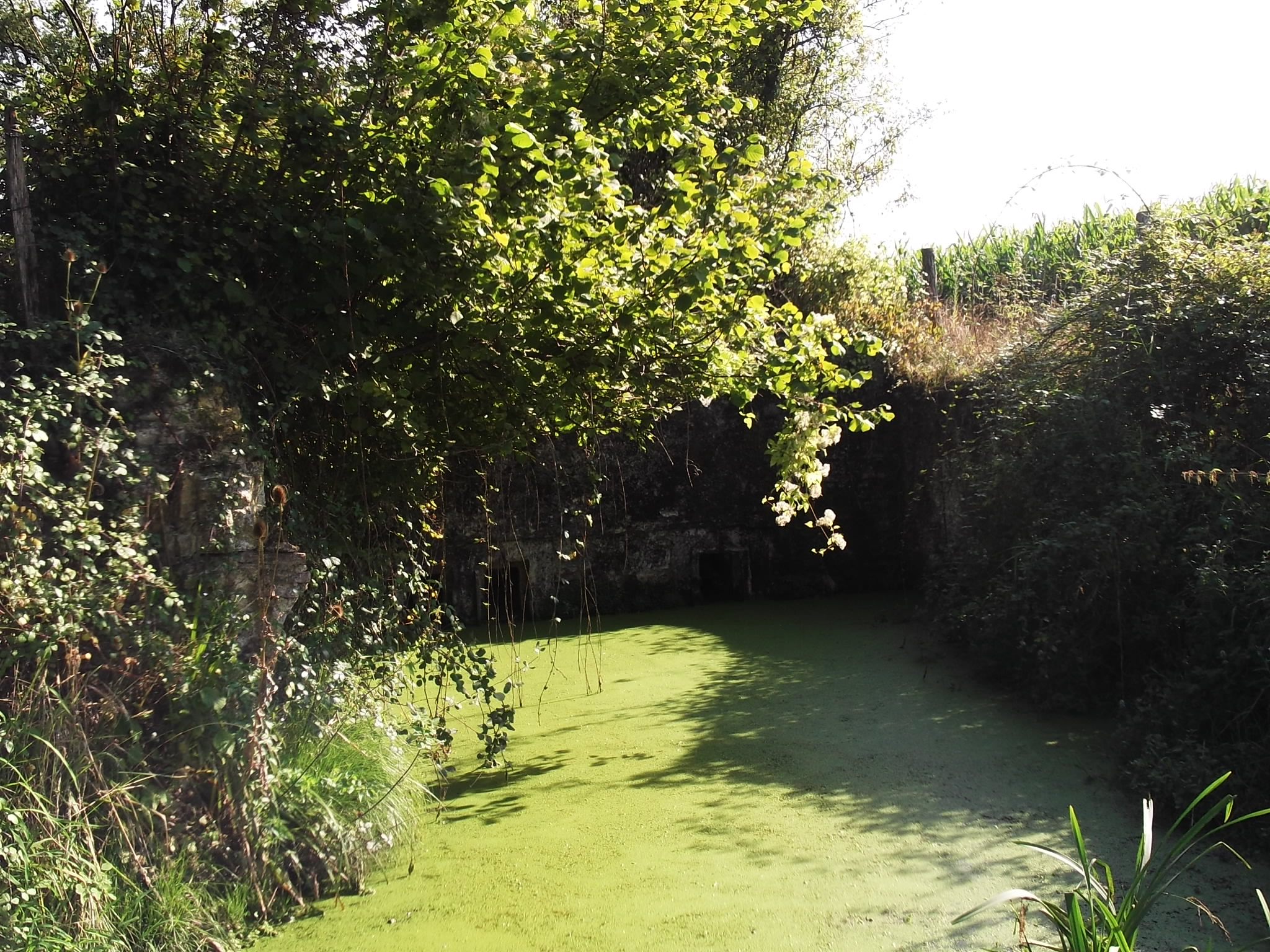
Руины водяной мельницы